# Enzo Zambetti
Enzo Zambetti (Ranzanico, 3 giugno 1916 – ...) è stato un calciatore e politico italiano, di ruolo difensore.

## Carriera

### Calciatore
Cresciuto calcisticamente nell'Atalanta, debutta in Serie A con i neroazzurri nella stagione 1937-1938: l'annata culmina con una retrocessione.
Si trasferisce quindi al Seregno in Serie C, dove conclude la carriera nel 1941.

### Politico
Dopo la conclusione della Seconda guerra mondiale si dedica alla politica, diventando il leader della Democrazia Cristiana bergamasca negli anni sessanta e settanta.
Ricoprì inoltre la carica di presidente della Provincia di Bergamo dal 1961 al 1964.